# آلنکا گوتار
آلنکا گوتار (به انگلیسی: Alenka Gotar) (زاده ۲۳ اوت ۱۹۷۷) خواننده اسلوونیایی است.
او در مسابقه آواز یوروویژن ۲۰۰۷ نماینده اسلوونی بود.